# Cicatriz (serie de televisión)
Cicatriz es una serie de televisión de thriller creada por Fernando Sancristóbal, Pablo Roa y Verónica Marzá  para La 1, basada en la novela homónima de Juan Gómez-Jurado. Está coproducida entre España, México, Francia y Serbia por las productoras Plano a Plano, Dopamine, Asacha Media Group y Adrenalin, y protagonizada por Juanlu González, Milena Radulovic, Luis Fernández, Julen Serrano, Stefan Kapičić, Mladen Sovilj y Goran Susljik. Se estrenó en España el 21 de agosto de 2024 en La 1.

## Sinopsis
Simón (Juanlu González) es un informático con una mente privilegiada, capaz de desentrañar los algoritmos más complejos, pero con nulas habilidades sociales. No obstante, vence todos sus prejuicios y conoce por internet a Irina (Milena Radulovic), una mujer enigmática con una misteriosa cicatriz que cruza su cara. Ya sea por su inexperiencia o por el brutal atractivo de ella, cae fulminantemente enamorado y se ve atrapado en un mundo complejo y peligroso que jamás hubiera imaginado.

## Reparto

### Principal
- Milena Radulovic como Irina Topalova
- Pelegeja Markova como Irina niña
- Juanlu González como Simón
- Luis Fernández como Tomás "Tommy"
- Stefan Kapičić como Boris
- Mladen Sovilj como Vanya
- Maciej Stuhr como Jakub Sanders
- Goran Susljik como El afgano
- Julen Serrano como Arturo Gómez
- Lucía Martín Abello como Marcia
- Manel Llunell como Tato
- Thais Blume como Cintia (Episodio 2 - 7)

## Temporadas y audiencias
| Temporada | Temporada | Emisiones | Estreno              | Final                    | Audiencia media | Audiencia media | Audiencia media |
| Temporada | Temporada | Emisiones | Estreno              | Final                    | Espectadores    | Share           |                 |
| --------- | --------- | --------- | -------------------- | ------------------------ | --------------- | --------------- | --------------- |
|           | 1         | 8         | 21 de agosto de 2024 | 25 de septiembre de 2024 | 262 000         | 4,6%            |                 |

## Capítulos
| N.º | Título               | Dirigido por      | Escrito por                                       | Fecha de emisión original | Audiencia      |
| --- | -------------------- | ----------------- | ------------------------------------------------- | ------------------------- | -------------- |
| 1   | «La granja»          | M. A. Vivas       | Fernando Sancristóbal, Pablo Roa y Verónica Marzá | 21 de agosto de 2024      | 449 000 (6,2%) |
| 2   | «La llegada»         | M. A. Vivas       | Fernando Sancristóbal, Pablo Roa y Verónica Marzá | 21 de agosto de 2024      | 449 000 (6,2%) |
| 3   | «El largo viaje»     | Manuel Carballo   | Fernando Sancristóbal, Pablo Roa y Verónica Marzá | 28 de agosto de 2024      | 301 000 (4,2%) |
| 4   | «Veneno»             | Manuel Carballo   | Laura Belloso                                     | 28 de agosto de 2024      | 301 000 (4,2%) |
| 5   | «Romper el alma»     | Manuel Carballo   | Ramón Tarrés                                      | 4 de septiembre de 2024   | 189 000 (3,3%) |
| 6   | «La última lección»  | Alejandro Bazzano | Fran Carballal                                    | 11 de septiembre de 2024  | 159 000 (4,5%) |
| 7   | «Mi primer error»    | Alejandro Bazzano | Fernando Sancristóbal, Pablo Roa y Verónica Marzá | 18 de septiembre de 2024  | 194 000 (4,4%) |
| 8   | «La nana del cosaco» | Alejandro Bazzano | Fernando Sancristóbal, Pablo Roa y Verónica Marzá | 25 de septiembre de 2024  | 280 000 (4,9%) |

## Producción
En octubre de 2022, se anunció que el grupo francés Asacha Media Group se había sumado como socio coproductor y responsable de las preventas de una adaptación a televisión de la novela Cicatriz de Juan Gómez-Jurado, entonces en fase de financiación, la cual estaba siendo desarrollada por los guionistas Pablo Roa y Fernando Sancristóbal para las productoras Plano a Plano y Dopamine. En junio de 2023, la operadora de telecomunicaciones serbia Telekom Srbija anunció que se sumaría a la producción como la distribuidora de la serie en Serbia. En octubre de 2023, RTVE y Prime Video se sumaron al proyecto como las distribuidoras en España en televisión tradicional y streaming, respectivamente. El rodaje de la serie comenzó en noviembre de 2023 en Bilbao, con un reparto formado tanto por actores españoles como por actores de países del Adriático, liderado por Juanlu González, Milena Radulovic, Luis Fernández, Julen Serrano, Stefan Kapičić, Mladen Sovilj y Goran Susljik.

## Lanzamiento y marketing
En agosto de 2024, La 1 comenzó a promocionar el estreno mundial de Cicatriz en su cadena. Más adelante ese mes, el 15 de agosto de 2024, la cadena anunció que estrenaría la serie el 21 de agosto de 2024 con doble capítulo.